# خرید

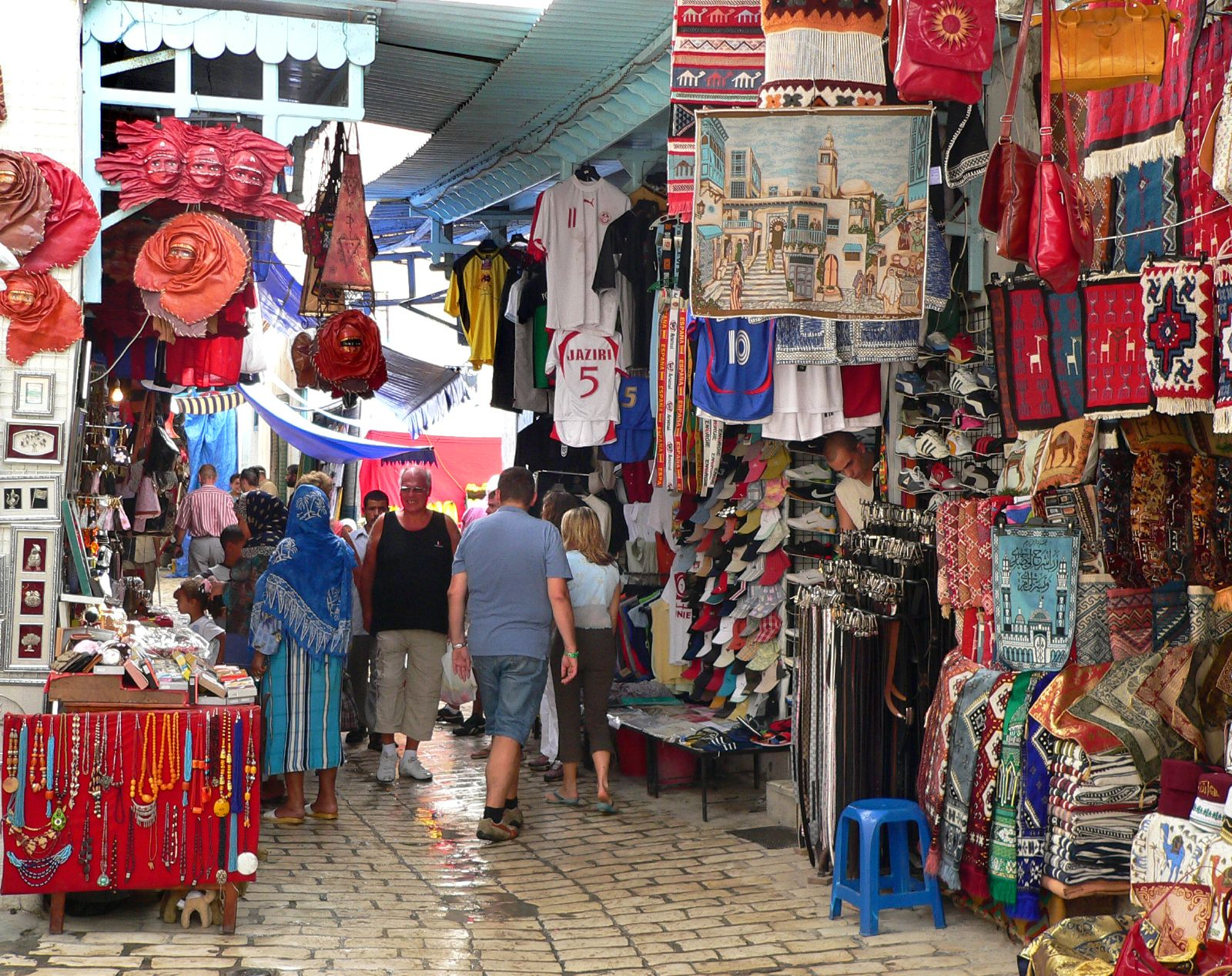
خریداران در بازاری در تونس

خرید به بررسی کالا و خدمات جهت دریافت آن و به قصد انجام فعالیت بازرگانی گفته می‌شود. خرید کردن یک فعالیت انتخابی و سپس دریافتی است. زمینه این نوع فعالیت‌ها می‌تواند گاه برای پر کردن اوقات فراغت یا مسائل اقتصادی باشد.

## اعتیاد به خرید
اختلال اعتیاد به خرید به حالتی می‌گویند که در آن فرد علاقهٔ وافری به خرید کردن و جمع‌آوری کالاهایی دارد که اصلاً به آن‌ها نیازی ندارد.